# エマニエル夫人
『エマニエル夫人』（エマニエルふじん、Emmanuelle）は、1974年のフランス映画である。

## 概要
エマニュエル・アルサンの小説『エマニュエル夫人』の映画化。タイのバンコクを舞台に当地に赴任した外交官が、若妻を性的欲望に奉仕させるために自らの好みに飼育し、その若妻が美しく開花していくさまを描く。当時のピンク映画、ポルノ映画とは異なり、フランス映画独特の演劇的な演出と甘美でソフトタッチな映像、作品全体に漂うアンニュイな雰囲気が絶妙にマッチして若い女性観客層を魅了、社会現象ともいうべき大ヒットとなった。官能か?それともワイセツか?議論を起こし、自由奔放な主人公の生き方は当時の日本人の価値観を大きく揺さぶった。女性の性が今日ほど開放されていなかった70年代に於いて「ソフトポルノ」と称された「一般映画」公開作品としては衝撃的な内容で、日本女性の性の開放に一役買った。映画の成功は、撮影当時20歳だったシルビア・クリステルの身長174cmの透きとおるような白い肌の美しい裸や、吸い込まれそうなモスグリーンの瞳など、シルビアの魅力によるところが大きく、シルビア・クリステルはこの作品で世界的な名声を獲得する。
監督は元々ファッションフォトグラファーだったジュスト・ジャカンが務め、当時はファッションモデルやオランダ映画の女優として活動しており、女優としては全く無名だったシルビア・クリステルをヒロイン役に抜擢する。大々的に初の女性向きソフトコア・ポルノとして宣伝され、本国フランスの他、世界中で大ヒットし、5,000万人を動員、特に日本で女性中心に大ヒットした。
日本公開版はボカシのオンパレードで、ズタズタに編集されたモノだったが、当時、JTBがパリへ無修正版を観に行くツアーを催行し、ファッション関係者や観光OLらが多数参加した。
以後シリーズ化され、後年になってからリメイクもされている。
なお一般的に本作品がエマニュエル・アルサンのエマニュエル・シリーズの初映像化と思われているが、実際は本作品発表から5年前の1969年にイタリアで製作された『アマン・フォー・エマニュエル』（A Man for Emmanuelle、日本未公開）が最初である。こちらはエマニエルをエリカ・ブランが演じた。

## ストーリー
バンコクに住む外交官の妻であるエマニエルは、それなりに幸福ではあるが平穏すぎる日常に何処か退屈さを感じていた。そんなある日、エマニエルは知人の紹介で「性の儀式」を受け入れることになる。初めのうちは大人しかった彼女だが、次第に内に秘めた欲望を開花させ、性の解放とその真理を追求するため大胆な女性へと変貌していく…。

## スタッフ
- 監督：ジュスト・ジャカン
- 製作：イヴ・ルッセ＝ルアール
- 原作：エマニュエル・アルサン
- 脚本：ジャン＝ルイ・リシャール
- 撮影：リシャール・スズキ
- 音楽：ピエール・バシュレ

## キャスト
| 役名           | 俳優                       | 日本語吹替                                                | 日本語吹替                                 |
| 役名           | 俳優                       | テレビ朝日版                                              | テレビ東京版                               |
| -------------- | -------------------------- | --------------------------------------------------------- | ------------------------------------------ |
| エマニエル     | シルビア・クリステル       | 山口いづみ                                                | 岡本麻弥                                   |
| マリオ         | アラン・キューニー         | 横森久                                                    | 佐々木勝彦                                 |
| ジャン         | ダニエル・サーキー         | 羽佐間道夫                                                | 小川真司                                   |
| マリアンジュ   | クリスティーヌ・ボワッソン | 藤田淑子                                                  | 伊藤美紀                                   |
| ビー           | マリカ・グリーン           | 平井道子                                                  | 一柳みる                                   |
| アリアーヌ     | ジャンヌ・コレティン       | 鳳八千代                                                  | 弥永和子                                   |
| クリスチャン   |                            |                                                           | 星野充昭                                   |
| アガテ         |                            |                                                           | 叶木翔子                                   |
| ミシェル       |                            |                                                           | 西宏子                                     |
| マリカ         |                            |                                                           | 佐藤しのぶ                                 |
| リン           |                            |                                                           | 松岡ミユキ                                 |
| キャロル       |                            |                                                           | 達依久子                                   |
| ジルベール     |                            |                                                           | 辻親八                                     |
| クリストファー |                            |                                                           | 荒川太郎                                   |
| イヴ           |                            | 石丸博也                                                  | 小形満                                     |
| その他         |                            | 小谷野美智子 吉田理保子 弥永和子 宮田光 此島愛子 寺島幹夫 |                                            |
|                |                            |                                                           |                                            |
| 演出           | 演出                       | 山田悦司                                                  | 高橋剛                                     |
| 翻訳           | 翻訳                       | 進藤光太                                                  | 徐賀世子                                   |
| 効果           |                            |                                                           |                                            |
| 調整           | 調整                       | 山田夫平                                                  | 阿部佳代子                                 |
| 制作           | 制作                       | ザック・プロモーション                                    | 東北新社                                   |
| 解説           | 解説                       | 淀川長治                                                  | 木村奈保子                                 |
| 初回放送       | 初回放送                   | 1977年5月15日 『日曜洋画劇場』                            | 1996年1月25日 『木曜洋画劇場』 ※正味約84分 |

※テレビ朝日版が2015年12月18日発売の『ユニバーサル 思い出の復刻版　ブルーレイ』に収録

## 製作
ジュスト・ジャカン監督は、続編（『続エマニエル夫人』）の監督要請を断って、次作『O嬢の物語』撮影中の1975年春に、日本のマスメディアのインタビューに答え（原文ママ）、「僕は監督兼カメラマンとして、自分のスタジオもあるし、映画撮影の機材を全部持っていたんです。それで『エマニエル夫人』のプロデューサーに監督を頼まれたんです。『エマニエル夫人』は最初の作品でしたから、20万ドルの予算で始めたんです。いざ始めてみると、航空会社やスポンサーもタイアップしてくれないし、一番困ったのは、有名俳優が誰も出演してくれなかったこと。仕方なく新人のシルビア・クリステルを使ったわけですが、それが思いもかけずに成功したような結果になりました。『エマニエル夫人』は、大変リアルにそして、美的に撮ったつもりです。世間では『エマニエル夫人』の続編をなぜ断ったかとよく聞かれますが、ストーリーが気にいらなかったからです。僕はエロ映画の専門家じゃありませんからね。『エマニエル夫人』以後、日本を始め、アメリカ、イタリアなどから演出の依頼がありました。この中から、それも出来れば日本で演出したいと思っています」などと話した。また「『O嬢の物語』の予算は200万ドルで、『エマニエル夫人』の4倍」と話していることから、『エマニエル夫人』の製作費は最終的に50万ドルと見られ、別の文献に『O嬢の物語』は製作費6億円と書かれたものがあることから、『エマニエル夫人』の製作費は1億5,000万円前後と見られる。
オランダ・ユトレヒト出身のシルビア・クリステルは、アムステルダムへ出て、ウェイトレスやファッションモデル、秘書など20種類に近い職業を転々。どうしても映画女優になりたくて、方々に売り込みをかけ、オランダのショウビジネス界に影響力を持つピム・デ・パラの紹介で、1973年に3本のオランダ映画に出演し、女優の道を歩き始めた。フランスのコマーシャル・フィルムのスタッフがアムステルダムにやって来たとき、スチールを担当していたジュスト・ジャカンと出会い、本作の出演に繋がった。

## 公開方法
全編セックス、オナニーシーンのオンパレードで、ポルノ指定を受けなかったのが不思議な映画である。結局、数10ヵ所の削除・修正のうえ、一般映画として封切りされることが決まったが、公開前より、女性層、特に女子高校生層の関心が高かったため、青少年保護の立場から一般映画として公開することが問題視された。地方自治体から「有害指定にすべき」と批判が寄せられたり、東京、大阪などでは一般映画にしたが、福岡、山口、静岡、新潟など、都道府県によっては、各都道府県の青少年条例で、有害興行に指定し、18歳以下は不可とするような、勝手に条件付き上映を促すような動きが現れ、"映倫不在"の事態が生じた。このため、1974年3月19日の映倫維持委員会総会において岡田茂委員長より会員全員に対し、映倫審査の厳守、無断改訂の禁止が再確認された。この決定により、映倫審査終了後に上映プリント等の一部の改変（削除、増補、再編集等）はできなくなった。映画の表現方法は時代と共に変容し、その時々の社会風潮を反映する題材・描写は多様化するため、従来のように「一般映画」と「成人映画」の二種類のみに映画を分類・区別することに無理が生じてきた。続編『続エマニエル夫人』でも同じ問題が生じたため、映倫は「一般映画」と「成人映画」の中間段階に位置する新しいランク、一般映画制限付き(R)の新設を決定した。R指定適用第一作は、1976年の唐十郎監督の『任侠外伝 玄海灘』（唐プロ制作、ATG配給）である。以降、R指定の適用基準は、粗暴性、残虐性、教育上好ましくないなどだが、ほとんどは性描写。このためなるべく広範囲の客を相手にしたい映画会社は、なんとか一般映画になるようこれに引っ掛かりそうな映画は、問題シーンをどんどんカットするようになった。

## 作品の評価
本作は"ソフト・ポルノ"として宣伝されたと紹介されることが多いが、"ソフト・ポルノ""ソフトコア・ポルノ""ソフトコア"といったフレーズが公開当時のその他の文献にも見つからず、1975年の映画界を総括した『キネマ旬報』1976年2月下旬号でも『エマニエル夫人』を"ファッショナブルなポルノ映画"と紹介しており、"ソフト・ポルノ"というフレーズを使っていない。"ソフト・ポルノ"というフレーズがいつから使われるようになったのかは分からない。また"初の女性向きポルノ"と言われることもあるが、"女性向きポルノとして初めてヒットした映画"という言い方が正しい。"初の女性向きポルノ"として宣伝された映画は、1971年2月6日から2月19日までの二週間、丸の内松竹、東急レックス、日活オスカーの三館で上映された『初体験』（『L'Initiation』、東京第一フィルム配給）である。同作は甘いシャンソンが流れ、ファッショナブルな内容で、東京第一フィルム宣伝部が「女性ポルノ映画」として売ったが先取りしすぎで大コケしていた。
また、当時ポルノ映画は、どの生産国も男性専用だったと見られ、当然日本も同じで、ピンク映画、ポルノ映画は日本でも人気を博していたが、日本の興行者は女性向けのポルノなど誰も考えてはいなかった。邦画で東映ポルノを製作配給、洋画（東映洋画）で洋ピンを配給していた岡田茂東映社長は、本作を評して「あれは女性の見るポルノといえます。今までああいった映画は男性を対象に作っていた」、大ヒットした理由について「まずヘラルド映画の宣伝の勝利、美しい映像と美しく華麗なエマニエル夫人を徹底的に美の象徴としてテレビのCMとして売ったことだ。セリング・ポイントを的確に掴んだ上手さだ」と褒めちぎった。岡田は『エマニエル夫人』の大ヒットに驚き、一時表面上は撤退していた東映ポルノの本格再開を指示し、1975年からまた活発にポルノを作らせた。また『続エマニエル夫人』を買い付けようとヘラルド、東和と争奪戦を演じたがヘラルドに負けた（契約は推定100万ドル）。
本作は社会現象にもなり、多くのエマニエル便乗商売を生んだ。便乗映画としては、本作以降、映画の題名に『〇〇夫人』と冠した映画が増えた。さっそくメジャー会社でポルノを製作していた東映と日活で『東京エマニエル夫人』という同名タイトルで映画製作がバッティングし、日活ロマンポルノが先に五月みどり主演で『東京エマニエル夫人』を製作しようとしたが、五月が日活の誘いを断り、代わりに田口久美主演・加藤彰監督で『東京エマニエル夫人』が日活で製作された。同作は配収1億8000万円をあげ、ロマンポルノ始まって以来の大ヒットになり、続編『東京エマニエル夫人・個人教授』（藤井克彦監督）も製作され大成功を収めた。東映はタイトルを『東京ディープスロート夫人』に変更し、田口久美を主演に招き、同作を製作。また五月みどり主演で『五月みどりのかまきり夫人の告白』を製作した。外国人女優の招聘に実績を持つ東映は、海外市場も狙いシルビア・クリステルを日本に招いて『現代ポルノ伝 先天性淫婦』とよく似たプロットを持つ『エマニエル夫人 京都の休日』なる、『ローマの休日』の"エマニエル夫人版"を企画。シルビアのCMを撮っていた商社を通じて、シルビアサイドに1日の出演料100万～200万円以上で、撮影は京都で一週間程度という具体的条件を正式に出した。合計1400万円なら、東映独立直前の高倉健の当時の一本のギャラと同程度だった。東映サイドは「外タレは金さえ積めば必ず出る。現に色よい反応がある。京都を舞台に選んだのも彼女の気を引くためだ」などと強気の姿勢に出たが、ヘラルド映画が「営業妨害だ」と怒って頓挫した。

### 興行成績
本国フランスでは約900万人の動員を記録し、1974年最大のヒット作となった。また世界各国の劇場で5,000万人の動員があったとされる。
日本での興行にあたり、インディペンデント系の配給会社・日本ヘラルド（以下、ヘラルド）の本作の買い付け価格は、100万円とも、9000万円とも、音楽著作権なども含めたオール・ライツ買い切り（諸権利込み）の2千万円、数千万円とも、フラットで3万ドル、TVと東南アジアの権利を含めて7万ドル、宣伝費、プリント経費など一切合切で総原価1億円とも、6万ドルともいわれる。原正人は「当時の金額でわずか数千万円の仕込み原価だったものが、一挙に16億円もの売り上げを上げた」と述べている。安く買えたのは誰もが三流ポルノ映画としか思っていなかったからとされる。
日本での配収15億6000万円、15.6億円、17億円の大ヒットを記録。公開前から話題にはなっていたが、これほどのバカ当りになる予想したものはおらず、興行関係者を驚かせた。1975年は日本の映画興行史上初めて、邦画と洋画の配収比率が逆転し、洋画上位時代の始まりの年だが、『タワーリング・インフェルノ』『大地震』などとともに洋画逆転に大きく寄与した。
また、音楽面でも商業的に成功を収め、日本でのレコード売上は、シングル・LPなどを合わせて全種類で130万枚に達した。
ヘラルドの宣伝部長・原正人が全社一致団結して女性客中心に売り込む作戦を立てた。1974年夏に本国フランスで公開されると『ラストタンゴ・イン・パリ』を凌ぐ大ヒットになったことから、ヘラルドから配給オファーを受けた東宝・映画興行部は、女性向けのヒット作が多い東京有楽町のみゆき座で正月映画としての単館上映を決めた。多彩な劇場チェーンを揃えた東宝の興行網と東宝洋画系の確かな目利きが無ければ、単なる洋画ポルノとして扱われ大ヒットもなかったといわれる。社会現象を引き起こす程のヒットになったのは、イメージ戦略の勝利であった。
地域差はあるが全国平均で約75%が女性客だった、男女カップルでは入りづらく、また女性一人で入りにくいことから、女性だけのグループで鑑賞が多く女性客の大動員につながった。配給元のヘラルドもこれほど女性客が詰めかけるとは予想していなかった。最初はみゆき座のみの単館上映で、みゆき座は定員810のミドル級シアターであったが、1975年1月の一ヵ月で興収1億5000万円を記録し、前年の7月に丸の内ピカデリーが『エクソシスト』で樹立した1億4000万円を抜く月間新記録を打ち立てた。ヘラルドは週アベレージ1000万円で15週、1億5000万円を目標にしていた。古川勝巳ヘラルド社長は「8000万円でも損はない」と考えていたといわれるが、みゆき座一館だけでは殺到するお客をさばき切れず、急遽『シネ・ブラボー！』を打ち切り、正月2日からシネマ2も空けて二館上映に変更した。当時の映画館は入れ替えなしのため、何度も観る人もおり、その後拡大公開されている。最終的にみゆき座だけで60日以上のロングランが行われ、37万人以上を動員し、興収約4億円、約30万人の女性客が詰めかけたといわれる。みゆき座では約80%が女性客だった。大ヒットで新宿他でも上映し、ブームは一年続いた。フランスでも11年間上映が続いたとされる。
ヘラルドは大ヒットの要因を「女性向きの、美しいポルノチックな文芸作品で、徹底的に美しく、きれいに売り込んだこと、そして決め手になったのは、シルビア・クリステルの美しく透明感のあるヌード写真を使用したポスター。成人映画とせずに一般映画としたこと」と分析した。原正人は「ヒットの要因は美しく装ったエロティシズムなら、堂々と女性たちが劇場へ行けるという女性パワー台頭前夜の気分を先取りしたことにあると思います。エロティックな作品に興味はあってもなかなか見る機会のなかった女性たちに、この映画はあなたたちの映画ですとレッテルを貼ってアピールしたことで、劇場に入れるエクスキューズができたのでしょう。また、映画の中の主人公の性のアバンチュールはいつも受け身、相手はレズビアンという設定も女性観客には受け入れやすかったのだと思います」などと解説している。至る場所で不特定多数の男性といたすしり軽女を、女性として“解放”されていく、当時としてはウーマン・リブ的な要素のある映画としての喧伝が見事にはまった。毎日新聞や読売新聞なども映画を褒め、イメージづくりに一役買った。ヘラルドは、多くの女性客を呼び込めたのは、映画評論家や新聞・雑誌記者等のマスメディアが盛んに取り上げてくれたおかげと、マスメディアに敬意を示し、新橋駅前にあった日本ヘラルドの試写室を豪華な椅子に交換した。ポスターや新聞広告に使われた有名な籐椅子に座り、胸をはだけ足を組んで物思いにふけるエマニエル夫人の写真は、映画のスチールではなく、シルビア・クリステルの専属カメラマンが『ルイ』のために特写したもので、版権を持つ日本代理店インペリアルからヘラルドが買って使用したもの。使用料は100万円とするネット記事もあるが、当時の文献には40万円と書かれている。一般映画ということもあって、当時は日本全国の目抜き通り等にこの籐の椅子に座りオパイが丸見えのポスターが張り出された。松岡功東宝副社長は「うちでもこんな作品を作りたいと思っているが、スレスレの線でよく売り込みましたね。作品のカラーと劇場（みゆき座）がパッケージで合致しました。ほかの劇場ではこうはいかなかったと思います」と話した。
配給したヘラルドの社員全員には、給料一年分（20代社員でも300万円）、20ヶ月分といわれる伝説の"エマニエル・ボーナス"が出て、重役クラスなら東京近郊の土地が買えたと言われる。ヘラルドでこれほどのボーナスが出たのは後にも先にもない、これ一回きりという。またシルビア・クリステルのギャラは本作が3万ドル（約200万円）、6万フラン（約400万円）だったが『続・エマニエル夫人』は100万ドル（約7000万円）、100万フラン（約6700万円）に跳ね上がり、世界の大スター並みのギャラになった。古川勝巳ヘラルド社長の手元には20億円の現金が残り、『地獄の黙示録』の買い付けに使われた。
川本三郎は1976年の菅原文太との対談で「最近、若い女の子たちが『エマニエル夫人』を、堂々と白昼に日比谷の映画館に見に行くってのは、映画がほとんど毒を失った…そんなものポルノでも何でもないですよね、そうなったらもう。昭和40年頃でしたか、映画が一番ダメだって言われた頃に、映画館に行くということが『あらエッチね』っていう風に言われてた一番酷い時代の方がむしろ良かったんじゃないかって気がします」などと論じた。

## エピソード
シルビア・クリステルは、味の素ゼネラル・フーズ、CBSソニー、東宝東和からなる三社の招請で、1977年1月に初来日した。直後の1月31日に行われた記者会見は単調な質疑応答に終始したが、同時期にフランスの雑誌『パリ・マッチ』に掲載されたインタビュー記事では「ホントは映画なんて面白くない。不遇時代への恨みから映画に出ているだけ。女優なんて灰皿並みの扱いをされる職業。『エマニエル夫人』の出演を引き受けたのはオランダの映画界から足を洗うためよ。作品そのものは見始めて10分後には眠りこんでしまうほど退屈な映画ね。私に言わせればエロティシズムとは、眼差しの中にあるもの。断じて人のお尻にあるものではないわ。でも私は『エマニエル』に出たことを恥じてはいない。おかげで今や私は、作品を選べる立場になったんですもの」と忌憚なく語り、富と名声を得た後にこそ言えるポルノ映画批判を行なった。なお、この来日時に出演予定だった『夜のヒットスタジオ』を急遽キャンセルしたため、司会の芳村真理は激怒したという。
本シリーズのプロデューサー・イヴ・ルッセ＝ルアールは、本作の成功で製作会社を興し、以降も多くの映画やテレビドラマに関わったが、エマニュエル・シリーズほどの成功を収めることはできず。エマニュエル・シリーズで儲けた金で、南仏プロヴァンスメネルブの中世の僧院を買って別荘にし、請われて同市の市長となり、後にフランス国会議員を務めている。
スカッシュで汗をかいた後、同性と絡むシーンはテレビのCMでも使われ、名シーンの一つだが、あまり人には話せないが、スカッシュというスポーツを知ったのもこの映画でという人もいる。その他、少女がエマニエルの目の前でポール・ニューマンのグラビアをおかずに自いにふけるシーンにも、当時ポール・ニューマンは日本であまり人気がなかったことから、ポールは外国人女性にとってのオナペットなのかと驚かせた。

## 映像ソフト
ビデオ化に先立つ1975年に富士写真フイルムと東映の提携で発売された『富士フイルム・東映8mm映画劇場』の1作として本作のハイライトが日本で8ミリフイルムで売り出され、当時の日本における8ミリ映画としては異例の2万5000本を売り上げた。8ミリフイルムが東映から発売されたのは、当時の東映社長・岡田茂がビデオがなかなか家庭に普及しない現状に痺れを切らし、8ミリフイルムでのホームシアター化を推進していたため（東映ビデオ#1970年代）。
ビデオ、DVDは何度も発売されている。Blu-ray Discは、NBCユニバーサル・エンターテイメントジャパンから2014年12月3日に発売（価格2376円税込）。2015年12月18日には「エマニエル夫人　ユニバーサル思い出の復刻版」（NBCユニバーサル・エンターテイメントジャパン、価格4200円＋税）というタイトルで、初めてテレビ初放映時に日本語吹き替えを務めた山口いづみの吹き替え版がBlu-rayで発売されている。

## テレビ放映
地上波のキー局では2015年までに3度放送されている。日本でのテレビ初放映は『日曜洋画劇場』（テレビ朝日）で1977年5月15日。当時はタレントや女優が映画の吹き替えをするのがまだ珍しい時代だったが、エマニエル夫人こと、シルビア・クリステルの吹き替えを誰がやるのか注目を集めた。最初は松坂慶子に打診したが、松坂は外国でオリジナル版を観ており「私のイメージが壊れる」と断られ、続いて小川知子に頼んだが、小川からも「新曲発表とカチ合うから」と断られた。次に鰐淵晴子、加賀まりこ、浅丘ルリ子と次々断られ、ようやく山口いづみが勇敢にも引き受けてくれた。録音現場に行ったら、山口以外は全員ベテランの声優で、失敗を重ね冷ややかな目で見られ、山口だけ後で取り直したという。山口は清純なイメージがあったため、劇中の喘ぎ声等はカットされた。視聴率30.8％を記録し、同番組の歴代2位となった（1位は『スーパーマン』で32.1％）。2回目は『木曜洋画劇場』（テレビ東京）で1979年1月25日、視聴率は22.5％を記録している。